# Certonotus fractinervis
Certonotus fractinervis là một loài tò vò trong họ Ichneumonidae.